# Il peccato - Il furore di Michelangelo
Il peccato - Il furore di Michelangelo (Грех) è un film drammatico del 2019 diretto da Andrej Končalovskij, basato sulla vita di Michelangelo Buonarroti, interpretato da Alberto Testone.

## Trama
Il film ripercorre alcuni dei momenti della vita di Michelangelo Buonarroti per rivelare l’umanità più profonda del genio del Rinascimento attraverso la visione di Andrej Končalovskij. L'autore cerca di addentrarsi nel mondo dell’uomo del Rinascimento ricco di fantasie religiose, con tutti i suoi pregiudizi e tutte le sue credenze. Lo sguardo del regista indaga un artista inarrivabile e un uomo in perenne ricerca, in lotta con i potenti del tempo, in conflitto con la sua famiglia e, soprattutto, con se stesso. In particolare il film prende in esame il periodo di vita di Michelangelo durante la rivalità delle famiglie Della Rovere e Medici all'inizio del 1500.
Papa Giulio II, una volta terminata la realizzazione della Cappella Sistina, decide di affidare a Michelangelo l'incarico della progettazione della sua tomba, facendogli firmare un'esclusiva con la famiglia Della Rovere. Da lì a poco però salirà al Papato Papa Leone X, della famiglia dei Medici, che bloccherà la progettazione della tomba e darà all'artista nuovi incarichi, costringendolo a destreggiarsi fra le varie commissioni, pretese di pagamenti, denaro anticipato, rivalità artistiche (vedi quella con Raffaello) e rivalse tra le varie famiglie in un valzer tra potenti del Rinascimento italiano.

## Produzione
Il film è una coproduzione russo-italiana, le cui riprese sono durate 14 settimane. Nel luglio 2019 il presidente russo Vladimir Putin, durante una visita a Roma, regalò a Papa Francesco una copia del film.

## Distribuzione
In Italia il film è stato distribuito da 01 Distribution in sala dal 28 novembre 2019.